# La Mesa (Kalifornie)
La Mesa je město v okrese San Diego County ve státě Kalifornie v USA. V roce 2010 zde žilo 57 065 obyvatel. La Mesa se nachází přibližně 19 kilometrů od Tichého oceánu